# Half moon spiral
Half moon spiral（ハーフムーンスパイラル）は日本のバンド。2014年解散。

## メンバー
- 日置逸人（ボーカル・ギター）
- 武藤克太（ベース）
- 山崎大輝（ドラム・コーラス）

## 略歴
2010年
- 4月 結成。
- 10月 現メンバーでの活動を開始。

2011年
- 2月 『1st demo』発売。一宮styleとの共同企画『叙情的オト祭り vol.1』を開催。
- 3月 『2nd demo』発売。レコ発ツアーを敢行。
- 『ロックザカスミン』『TEENS ROCK IN AICHI』にてグランプリを受賞。
- 4月 ツアーファイナルとして一宮styleとの共同企画『叙情的オト祭り vol.2』を開催。
- 8月 初の自主企画『月の見える丘 vol.1』を開催。

2012年
- 3月 『3rd demo』発売。レコ発ツアーを敢行。
- 5月 ツアーファイナルとして一宮styleとの共同企画『叙情的オト祭り vol.2』を開催。
- ZIP-FM77.8Hz『FINDOUT』にてマンスリークローザーに選出。
- 6月 名古屋のライブサーキット『SAKAE SP-RING 2012』へ出演。
- 7月 中国市内の大型遊園地にて『Teens Rock In ASIA』へ出演。
- 8月 『閃光ライオット2012』三次審査へ進出。
- 9月 『閃光ライオット2012』ファイナル進出。日比谷野外大音楽堂で演奏。準グランプリ受賞。
- 10月＆11月 名古屋のイベンター『ずんざ』との共同企画『企画名が決まりません』を2ヶ月連続で開催。
- 12月 『4th demo』発売。the unknown forecastとの2マンライブを開催。レコ発ツアーを敢行。
- コンピレーションアルバム『閃光ライオット2012』発売。

2013年
- 2月 コンピレーションアルバム『FUTURE NAGOYA』発売。
- 3月 自主企画『月の見える丘 vol.2』を開催。
- 『青二祭2013』にゲストとして出演。赤坂BLITZにて演奏。
- 6月 名古屋のライブサーキット『SAKAE SP-RING 2013』へ出演。
- 7月 大阪ミナミのライブサーキット『見放題2013』へ出演。
- 8月 『flower meaning e.p』の無料配布を開始。
- 自主企画『月の見える丘 vol.3』を開催。レコ発ツアーを敢行。